# Exoprosopa leucopepla
Exoprosopa leucopepla är en tvåvingeart som beskrevs av Wray Merrill Bowden 1964. Exoprosopa leucopepla ingår i släktet Exoprosopa och familjen svävflugor. Inga underarter finns listade i Catalogue of Life.